# Hodna
Hodna és una regió del centre de l'altiplà algerià al peu de les muntanyes Wennougha, Hodna i Belezma. Té una superfície d'uns 8600 km² i uns cent mil habitants (1962). Inclou la gran sebkha (sabkhat) de Hodna de 760 km². Al sud hi ha el territori arenós de Rmel. El clima és calorós i sec. Les ciutats principals són Msila, Mdoukal i Ngaous.
Aquest territori estava al limes romà i algunes viles romanes existien al camí que anava pel nord i est de la sebkha, mentre al sud hi havia diverses fortaleses. Les ciutats principals eren Tubunae (Tobna), Nicivibus (Ngaous) i Macri (Maggara). A l'alta edat mitjana formava amb el Zab una marca militar, política i economica d'Ifríqiya; al segle x es va fundar Msila a la vora de les ruïnes de Zabi però al segle xi estava eclipsada per la Kala dels Banu Hammad. La invasió dels Banu Hilal la va separar definitivament de l'Ifríqiya encara que els hàfsides van conservar certa influència a aquesta regió i al Zab. Al segle xvi els otomans van incorporar la regió a la província oriental de Constantina, i sota els franceses (1830) va seguir al departament de Constantina.
Les tribus principals són:
- Awlad Mahdi, a l'oest (amazics)
- Awlad Derradj, a l'est (amazics)
- Awlad Soltan, a l'est
- Awlad Ali, a l'est